# Barsac (Gironde)
Pour les articles homonymes, voir Barsac.
Barsac (Barçac en gascon) est une commune du Sud-Ouest de la France, située dans le département de la Gironde, en région Nouvelle-Aquitaine.
Ses habitants sont appelés les Barsacais et les Barsacaises.

## Géographie

### Localisation
Située sur la rive gauche de la Garonne et traversée par le Ciron, la commune se trouve à 41 km au sud-est de Bordeaux, chef-lieu du département, à 8,5 km au nord-ouest de Langon, chef-lieu d'arrondissement et à 6 km au sud-est de Podensac, ancien chef-lieu de canton.

### Communes limitrophes
Les communes limitrophes en sont Cérons au nord-ouest, Illats à l'ouest, Pujols-sur-Ciron au sud-ouest, Preignac au sud-est ; sur la rive droite de la Garonne, se trouvent Loupiac à l'est et Cadillac-sur-Garonne au nord sur environ un km.
| Cérons           | Cadillac-sur-Garonne | Rive droite           |
| Illats           | Barsac               | de la Garonne Loupiac |
| Pujols-sur-Ciron |                      | Preignac              |

### Climat
Pour des articles plus généraux, voir Climat de la Nouvelle-Aquitaine et Climat de la Gironde.
Historiquement, la commune est exposée à un climat océanique aquitain.  
En 2020, Météo-France publie une typologie des climats de la France métropolitaine dans laquelle la commune est exposée à un climat océanique et est dans la région climatique  Aquitaine, Gascogne, caractérisée par une pluviométrie abondante au printemps, modérée en automne, un faible ensoleillement au printemps, un été chaud (19,5 °C), des vents faibles, des brouillards fréquents en automne et en hiver et des orages fréquents en été (15 à 20 jours).
Pour la période 1971-2000, la température annuelle moyenne est de 13 °C, avec une amplitude thermique annuelle de 15 °C. Le cumul annuel moyen de précipitations est de 833 mm, avec 11,4 jours de précipitations en janvier et 6,4 jours en juillet. Pour la période 1991-2020, la température moyenne annuelle observée sur la station météorologique la plus proche, située sur la commune de Sauternes à 9 km à vol d'oiseau, est de 13,9 °C et le cumul annuel moyen de précipitations est de 859,6 mm,. Pour l'avenir, les paramètres climatiques de la commune estimés pour 2050 selon différents scénarios d’émission de gaz à effet de serre sont consultables sur un site dédié publié par Météo-France en novembre 2022.

## Urbanisme

### Typologie
Au 1er janvier 2024, Barsac est catégorisée commune rurale à habitat dispersé, selon la nouvelle grille communale de densité à sept niveaux définie par l'Insee en 2022.
Elle est située hors unité urbaine. Par ailleurs la commune fait partie de l'aire d'attraction de Bordeaux, dont elle est une commune de la couronne,. Cette aire, qui regroupe 275 communes, est catégorisée dans les aires de 700 000 habitants ou plus (hors Paris),.

### Occupation des sols

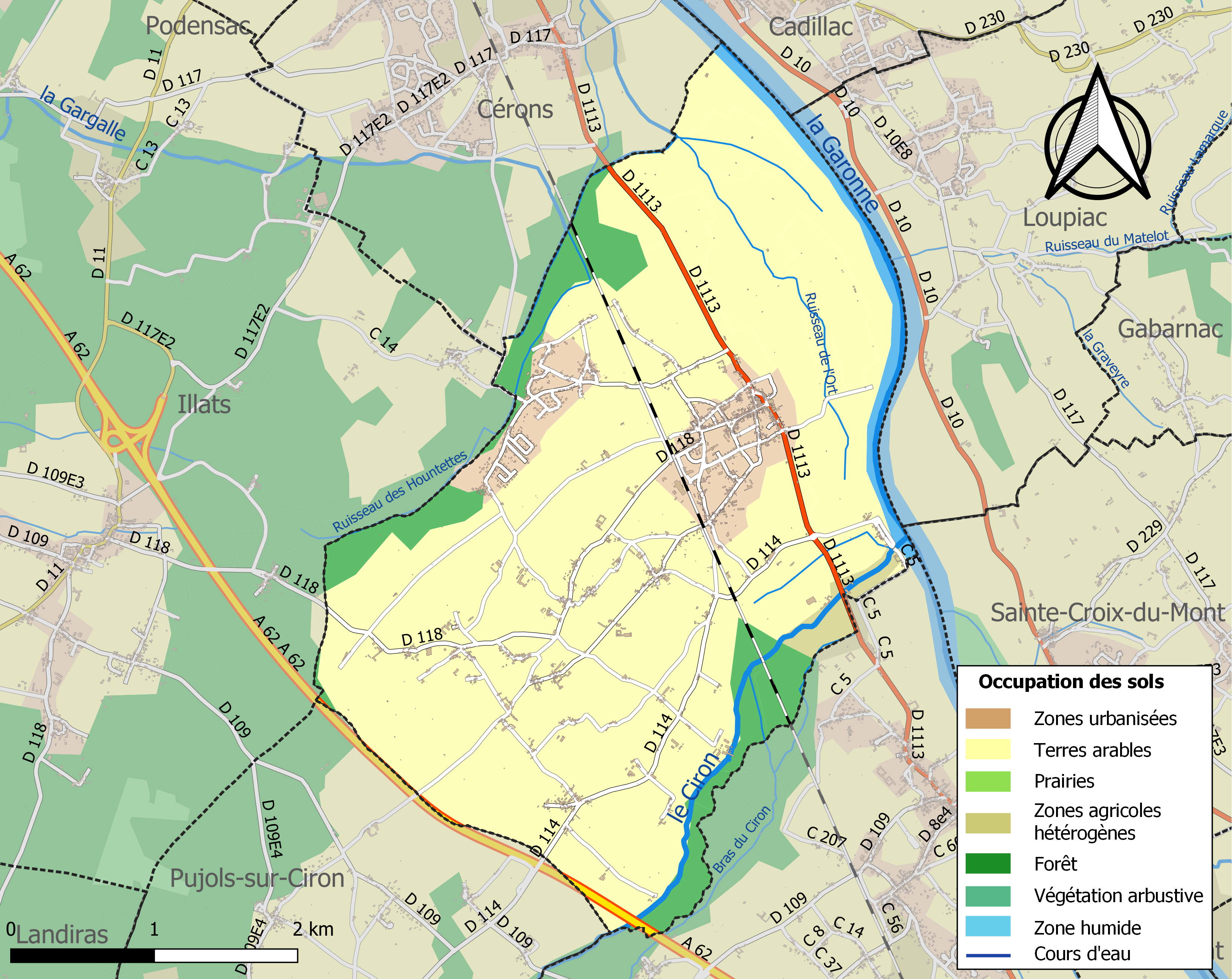
Carte des infrastructures et de l'occupation des sols de la commune en 2018 (CLC).

L'occupation des sols de la commune, telle qu'elle ressort de la base de données européenne d’occupation biophysique des sols Corine Land Cover (CLC), est marquée par l'importance des territoires agricoles (81,1 % en 2018), en diminution par rapport à 1990 (82,2 %). La répartition détaillée en 2018 est la suivante :
cultures permanentes (64,9 %), terres arables (14,9 %), forêts (8,9 %), zones urbanisées (7,7 %), eaux continentales (2,2 %), zones agricoles hétérogènes (1,4 %). L'évolution de l’occupation des sols de la commune et de ses infrastructures peut être observée sur les différentes représentations cartographiques du territoire : la carte de Cassini (XVIIIe siècle), la carte d'état-major (1820-1866) et les cartes ou photos aériennes de l'IGN pour la période actuelle (1950 à aujourd'hui).

### Voies de communication et transports
La principale voie de communication routière est la route départementale D 1113, ancienne RN 113 (Bordeaux-Marseille), qui mène, vers le nord-ouest, à Cérons et Podensac et au-delà à Bordeaux et, vers le sud-est, à Preignac et au-delà à Langon. Deux routes départementales commencent à partir de cette D 1113 et mènent toutes deux vers le sud-ouest, la D 118 vers Illats et Landiras et la D 114 vers Pujols-sur-Ciron.

L'accès à l'autoroute A62 (Bordeaux-Toulouse) le plus proche est le no 2 de Podensac, distant de 6 km vers l'ouest-sud-ouest.

L'accès no 1 de Bazas à l'autoroute A65 (Langon-Pau) se situe à 22 km vers le sud-est.
La commune dispose d'une gare SNCF sur la ligne Bordeaux-Sète du TER Nouvelle-Aquitaine.

### Risques majeurs
Le territoire de la commune de Barsac est vulnérable à différents aléas naturels : météorologiques (tempête, orage, neige, grand froid, canicule ou sécheresse), inondations, mouvements de terrains et séisme (sismicité très faible). Un site publié par le BRGM permet d'évaluer simplement et rapidement les risques d'un bien localisé soit par son adresse soit par le numéro de sa parcelle.
Certaines parties du territoire communal sont susceptibles d’être affectées par le risque d’inondation par débordement de cours d'eau, notamment la Garonne, le Ciron et le ruisseau de Saint-Cricq. La commune a été reconnue en état de catastrophe naturelle au titre des dommages causés par les inondations et coulées de boue survenues en 1982, 1983, 1999, 2009, 2020 et 2021,.
Les mouvements de terrains susceptibles de se produire sur la commune sont des affaissements et effondrements liés aux cavités souterraines (hors mines). Par ailleurs, afin de mieux appréhender le risque d’affaissement de terrain, l'inventaire national des cavités souterraines permet de localiser celles situées sur la commune.

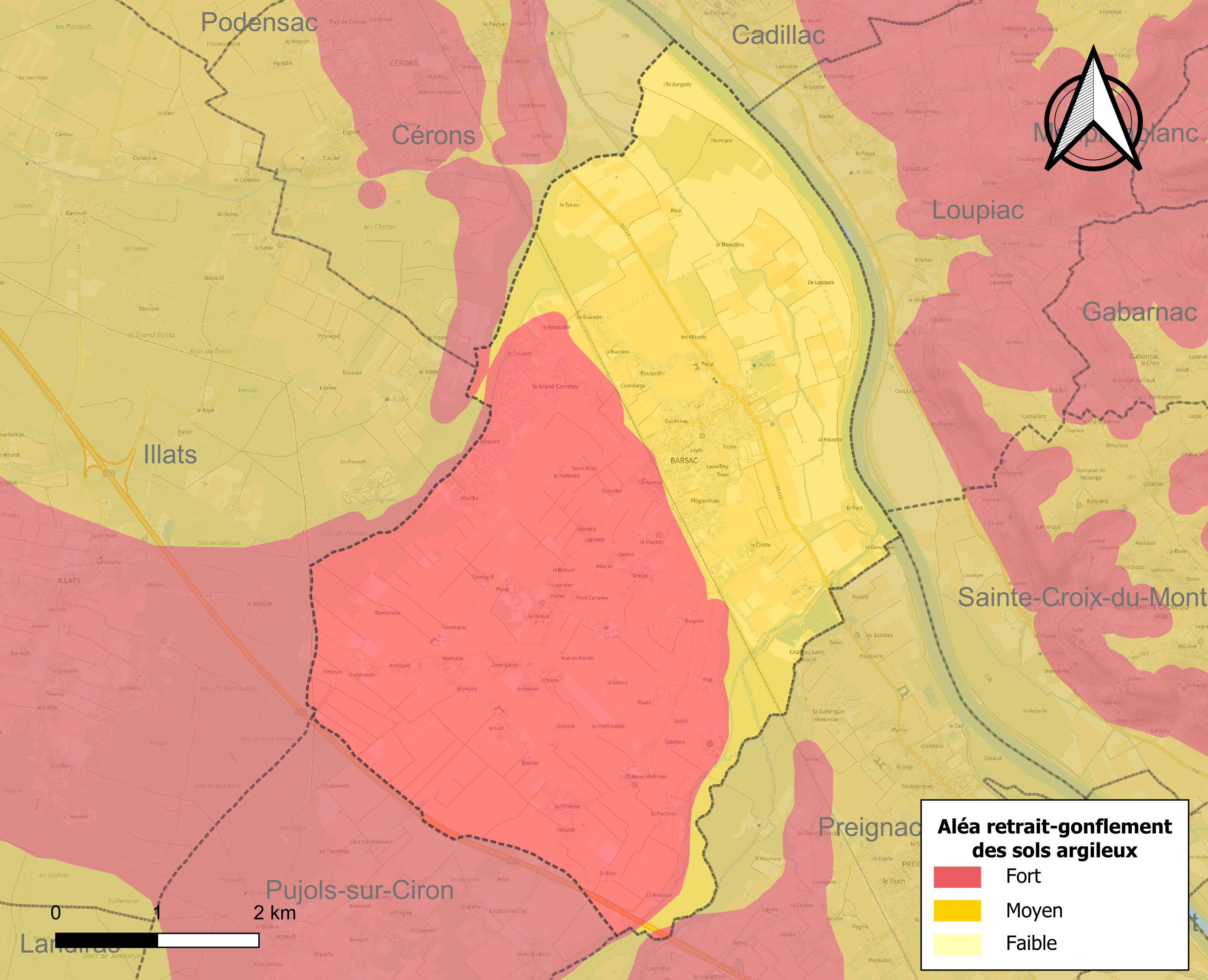
Carte des zones d'aléa retrait-gonflement des sols argileux de Barsac.

Le retrait-gonflement des sols argileux est susceptible d'engendrer des dommages importants aux bâtiments en cas d’alternance de périodes de sécheresse et de pluie. La totalité de la commune est en aléa moyen ou fort (67,4 % au niveau départemental et 48,5 % au niveau national). Sur les 1 090 bâtiments dénombrés sur la commune en 2019, 1 090 sont en aléa moyen ou fort, soit 100 %, à comparer aux 84 % au niveau départemental et 54 % au niveau national. Une cartographie de l'exposition du territoire national au retrait gonflement des sols argileux est disponible sur le site du BRGM,.
Par ailleurs, afin de mieux appréhender le risque d’affaissement de terrain, l'inventaire national des cavités souterraines permet de localiser celles situées sur la commune.
Concernant les mouvements de terrains, la commune a été reconnue en état de catastrophe naturelle au titre des dommages causés par la sécheresse en 2003 et par des mouvements de terrain en 1999.

## Toponymie

### Attestations anciennes
Le nom de la ville de Barsac apparait sous différentes formes dans les documents au Moyen Âge :
- En 1242 : Berzac dans un acte émis par le roi d'Angleterre Henri III[21].
- En 1274 : Barssiaco dans un acte où Petrus Bertrandi, chevalier résidant sur le territoire de la prévôté de Barsac, prête hommage au roi d'Angleterre Édouard Ier[22].
- En 1277 : Berzaco à l'occasion de la nomination de Johan Ferre comme prévôt royal par Édouard Ier[23].
- En 1285 : Barsaco ou Barssaco lors de l'affermage de la charge de prévôt royal par Édouard Ier à Johan Alegre pour 145 livres bordelaises[24],[25].
- En 1356 : Brassak dans une lettre de Sir John Wingfield adressée à Richard de Stafford au sujet de la campagne militaire du Prince Noir en Guyenne[26].

### Étymologie
Dans son ouvrage sur la Toponymie générale de la France, le professeur Ernest Nègre indique que le nom de Barsac est composé de deux éléments. Le premier est une base venant d'un anthroponyme, nom propre d'origine germanique Bertus et le second du suffixe -iacum.

## Histoire

### Antiquité
Trois objets de bronze, un poignard à quatre rivets et un autre à deux rivets ainsi qu'une pointe de lance, ont été recueillis entre 1952 et 1982, dans une carrière d’extraction d’argile à briques située en bordure de la rive droite du Ciron, dans une prairie au lieu-dit Tournet. Ils ne proviennent pas du même dépôt car leur patine est différente. Les deux poignards étaient probablement utilisés comme couteaux de poche. Ces trois objets témoignent des influences de la civilisation des Tumulus du Bronze moyen du sud-ouest de l’Allemagne.
Deux dépôts monétaires découverts en 1848 (l'un comprenant 300 pièces de bronze datant de l'époque des Antonins, l'autre près de 1 400 monnaies dont l'époque n'est pas connue) attestent de la présence romaine sur le territoire de la commune.
Plusieurs découvertes archéologiques sont attribuables à l'antiquité gallo-romaine ou mérovingienne : la commune était en effet traversée par la voie romaine reliant Bordeaux (Burdigala) et Agen (Aginnum).
Cette voie romaine est toujours visible au lieu-dit Peybale.

### Moyen Âge
Chef-lieu de la prévôté royale de Barsac, dont la juridiction s'étendait au Moyen Âge sur une grande partie de la « terre Gasque ».
Du XIIIe au XVe siècle, la prévôté de Barsac fait partie du duché d'Aquitaine contrôlé alors par le roi d'Angleterre.
Autour de 1208, le roi d'Angleterre Jean sans Terre accorde à Jean de Canaud l'autorisation de bâtir un moulin à l'embouchure du Ciron près de la Garonne (sur le site de l'actuel moulin du pont toujours visible au bord de la route départementale 1113 entre Barsac et Preignac).
Le 8 février 1254, le roi d'Angleterre Henri III autorise les habitants de Barsac (hominibus de Berzac) à clore et fortifier leur ville.
Durant la guerre de Cent Ans, le 22 janvier 1356, lors d'une campagne militaire en Guyenne, Sir John Wingfield, chevalier combattant au sein de l'armée du Prince Noir, indique dans une lettre avoir pris plusieurs villes fortifiées dont celle de Barsac.

### Époque moderne (XVIeauXVIIIesiècle)

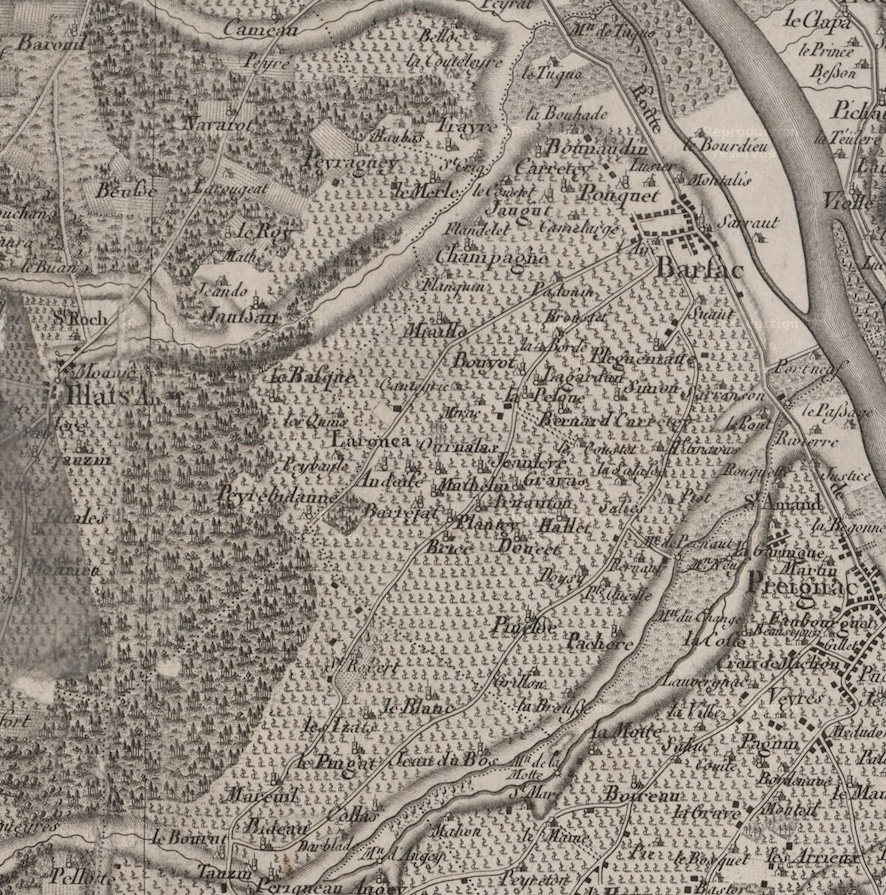
Carte de Barsac au XVIIIe siècle

Au XVIIe siècle, la prévôté royale de Barsac regroupe les paroisses de Barsac, Cérons, Preignac, Pujols, Sauternes, Bommes, Saint-Selve, Saint-Morillon et Villagrains. Mais en 1643, le roi Louis XIII démembre la prévôté pour offrir le droit de justice sur les paroisses de Saint-Selve, Saint-Morillon et Villagrains à Guillaume de Guérin, seigneur du Puch.
En 1770, la crue de la Garonne cause une inondation très importante au point de submerger l'église Saint-Vincent. Des centaines de Barsacais doivent trouver refuge à l'étage de la tribune avant d'être secourus par des marins.
Sous le règne de Louis XV, l'ingénieur et géographe Pierre de Belleyme cartographie la Guyenne à l'échelle 1/43 200. La ville de Barsac apparait sur le fascicule 34 de la Carte de Guyenne.
Le 17 avril 1770, une crue millénaire de la Garonne, aussi appelée la Grande Souberne des Rameaux, inonde entièrement la commune. Une marque dans l'église Saint-Vincent indique encore le niveau de la crue.
Pour plus d'information sur l'état de la commune au XVIIIe siècle, voir l'ouvrage de Jacques Baurein.
À la Révolution, la paroisse de Saint-Vincent de Barsac forme la commune de Barsac.

### Époque contemporaine

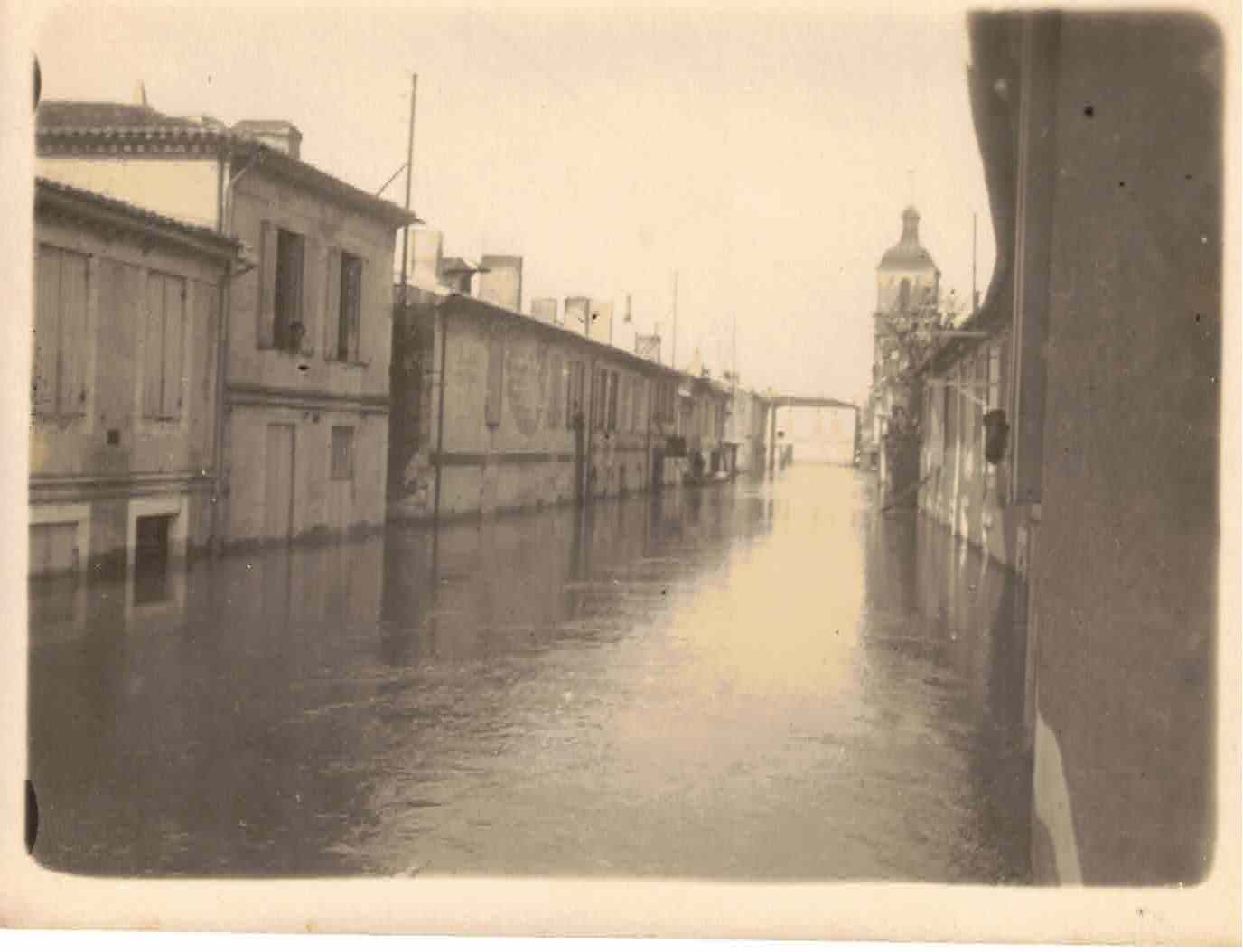
Mars 1930. Crue de la Garonne sur la route nationale 113, actuelle Avenue Aristide Briand.

En mars 1838, à la suite d'une crue de la Garonne, un pied d'eau inonde la route royale traversant le bourg.
En juin 1840, lors d'une crue de la Garonne, plusieurs milliers d'habitants des villes de Barsac, Preignac et Toulenne se coordonnent pour renforcer les digues en urgence et éviter une inondation des bourgs.
Au milieu du XIXe siècle, la ville de Barsac est réputée en France pour sa fabrication de tonneaux,.
Le 6 mars 1930, une crue centennale de la Garonne atteint 11,90 mètres dans la commune. La Garonne s'étend au-delà de la voie ferrée jusqu'aux châteaux Piada, Coutet, Menauta et Myrat. Près de 500 habitations sont sinistrées.

## Héraldique
| Armes | Les armes de Barsac se blasonnent ainsi : Écartelé de gueules et d'azur, au premier au château du lieu d'argent, le corps central couvert, ouvert et ajouré de sable, la tour dextre ronde, couverte et girouettée, ouverte et ajourée du même, la tour senestre carrée, ajourée aussi de sable, le tout surmonté d'une fleur de lys d'or et soutenu d'une mer du même, au deuxième et au troisième au chevron écimé parti d'or et d'argent, surmonté d'une feuille de vigne du même, accompagné de trois grappes de raisin aussi d'or, au quatrième au clocher carré d'argent, mouvant de la pointe, à quatre colonnes maçonnées de sable, essoré en dôme du même, sommé d'un clocheton aussi d'argent essoré en dôme aussi de sable sommé d'une croisette latine du même, le clocher ouvert de deux portes et ajouré d'un oculus d'or, le clocheton de deux fenêtres du même ; au besant d'or, brochant sur le tout, frappé d'une lettre V capitale soudée d'argent mouvant de la pointe. |

## Politique et administration
En 2010, la commune de Barsac a été récompensée par le label « Ville Internet @@ ».

### Administration municipale
| Période       | Période       | Identité              | Étiquette          | Qualité |
| ------------- | ------------- | --------------------- | ------------------ | --- |
| 1945          | 1953          | Jean Bernadet         |                    | |
|               |               |                       |                    | |
| mars 1965     | 1985          | René Minville         | DVD                | |
| 1985          | mars 1989     | Georges Danglade      | RPR                | |
| mars 1989     | juin 1995     | Emmanuel Pouchepadass | PS                 | |
| juin 1995     | mars 2001     | Françoise Mussotte    | Apparentée RPR     | |
| mars 2001     | décembre 2004 | Liberto Paniagua      | Apparenté PCF      | |
| décembre 2004 | janvier 2016  | Philippe Meynard      | MoDem puis FED-UDI | Conseiller régional d'Aquitaine depuis 2010 Président de la communauté de communes du canton de Podensac (2008-2014) |
| janvier 2016  | En cours      | Dominique Cavaillols  | MoDem puis FED-UDI | |

### Intercommunalité
La commune fait partie de la communauté de communes Convergence-Garonne depuis le 1er janvier 2017.
Auparavant, entre 2003 et 2016, la commune appartenait à la communauté de communes de Podensac.

## Population et société

### Démographie
L'évolution du nombre d'habitants est connue à travers les recensements de la population effectués dans la commune depuis 1793. Pour les communes de moins de 10 000 habitants, une enquête de recensement portant sur toute la population est réalisée tous les cinq ans, les populations de référence des années intermédiaires étant quant à elles estimées par interpolation ou extrapolation. Pour la commune, le premier recensement exhaustif entrant dans le cadre du nouveau dispositif a été réalisé en 2008.

En 2022, la commune comptait 2 061 habitants, en évolution de +0,1 % par rapport à 2016 (Gironde : +6,91 %, France hors Mayotte : +2,11 %).
| 1793  | 1800  | 1806  | 1821  | 1831  | 1836  | 1841  | 1846  | 1851  |
| ----- | ----- | ----- | ----- | ----- | ----- | ----- | ----- | ----- |
| 2 583 | 2 448 | 2 534 | 2 792 | 2 896 | 2 846 | 2 806 | 2 836 | 2 894 |

| 1856  | 1861  | 1866  | 1872  | 1876  | 1881  | 1886  | 1891  | 1896  |
| ----- | ----- | ----- | ----- | ----- | ----- | ----- | ----- | ----- |
| 2 830 | 2 959 | 2 917 | 2 891 | 2 876 | 2 943 | 3 009 | 2 998 | 2 974 |

| 1901  | 1906  | 1911  | 1921  | 1926  | 1931  | 1936  | 1946  | 1954  |
| ----- | ----- | ----- | ----- | ----- | ----- | ----- | ----- | ----- |
| 2 956 | 2 849 | 2 719 | 2 613 | 2 699 | 2 514 | 2 365 | 2 150 | 2 320 |

| 1962  | 1968  | 1975  | 1982  | 1990  | 1999  | 2006  | 2008  | 2013  |
| ----- | ----- | ----- | ----- | ----- | ----- | ----- | ----- | ----- |
| 2 347 | 2 298 | 2 019 | 2 085 | 2 058 | 1 948 | 1 959 | 1 964 | 2 089 |

| 2018  | 2022  | - | - | - | - | - | - | - |
| ----- | ----- | - | - | - | - | - | - | - |
| 2 067 | 2 061 | - | - | - | - | - | - | - |

### Évolution et structure de la société en 2018
|                | 2008 | %      | 2013 | %      | 2018 | %      |
| -------------- | ---- | ------ | ---- | ------ | ---- | ------ |
| Ensemble       | 1964 | 100,00 | 2089 | 100,00 | 2067 | 100,00 |
| 0 à 14 ans     | 349  | 17,80  | 381  | 18,20  | 395  | 19,10  |
| 15 à 29 ans    | 283  | 14,40  | 292  | 14,00  | 272  | 13,20  |
| 30 à 44 ans    | 450  | 22,90  | 468  | 22,40  | 457  | 22,10  |
| 45 à 59 ans    | 418  | 21,30  | 433  | 20,70  | 445  | 21,50  |
| 60 à 74 ans    | 247  | 12,60  | 312  | 14,90  | 336  | 16,30  |
| 75 ans ou plus | 217  | 11,00  | 203  | 9,70   | 162  | 7,80   |

### Engagement durant les guerres (XIXesiècleà nos jours)
|                                         | Nombre de décès répertoriés |
| --------------------------------------- | --------------------------- |
| Guerre de Crimée (1853-1856)            | 13                          |
| Campagne d'Italie (1859)                | 1                           |
| Guerre franco-allemande (1870-1871)     | 3                           |
| Guerre franco-chinoise (1881-1885)      | 1                           |
| Seconde expédition de Madagascar (1895) | 1                           |
| Première Guerre mondiale (1914-1918)    | 86                          |
| Seconde Guerre mondiale (1939-1945)     | 7                           |

## Économie

### Emploi
En 2018, la population âgée de 15 à 64 ans s'élevait à 1299 personnes, parmi lesquelles on comptait 1005 actifs, soit 77,36 % d'actifs dont 70,4 % ayant un emploi et 6,96 % de chômeurs.
|                                                   | Nombre en 2018 | dont actifs ayant un emploi |
| ------------------------------------------------- | -------------- | --------------------------- |
| Ensemble                                          | 1005           | 905                         |
| Agriculteurs exploitants                          | 20             | 20                          |
| Artisans, commerçants, chefs d'entreprises        | 85             | 85                          |
| Cadres et professions intellectuelles supérieures | 105            | 105                         |
| Professions intermédiaires                        | 265            | 240                         |
| Employés                                          | 235            | 210                         |
| Ouvriers                                          | 290            | 245                         |

### Entreprises et activités
Viticulture : barsac, sauternes (vignoble de Sauternes), graves.
Maïsiculture en bord de Garonne.

## Lieux et monuments
- L'église Saint-Vincent construite au XVIIIe siècle, classée monument historique depuis 1908[54] : façade très sobre, clocher avec dôme d'ardoise ; mobilier XVIIIe siècle : maître-autel et retable de Vernet[55], boiseries de chœur de Simon, fonts en marbre de Quéva, tribune d'orgue de Mollié, boiseries de Combes dans la sacristie, retable de Barthélemy Cabirol.
L'un des murs du porche intérieur de l'église présente une curiosité : à environ un mètre au-dessus du sol, un trait indique une crue exceptionnelle de la Garonne avec la mention « LE 7 AVRIL ANO 1770 DEBORDEMANT[56] ».
- Château de Bastard XVIIe siècle.
- Château de Rolland, vestiges médiévaux[57].
- Châteaux du vignoble sauternais, appellation barsac.
- Nombreuses maisons du XVIIIe siècle dans le village.
- Chemin de Croix. Voie empierrée au XVIIIe siècle.
- La digue de la Garonne. Elle protège la commune des crues de la Garonne. Elle est construite entre 1855 et 1856. Ce n'est alors qu'une simple digue en terre gazonnée s'élevant à 8,35 mètres de hauteur s'étirant sur plus de 5 kilomètres. Mais après les inondations du 6 mars 1930, la digue est rehaussée à 9 mètres et recouverte de sacs de ciment[58]. Depuis le 20 avril 2020, la communauté de communes Convergence-Garonne est la gestionnaire de l'ouvrage[59].

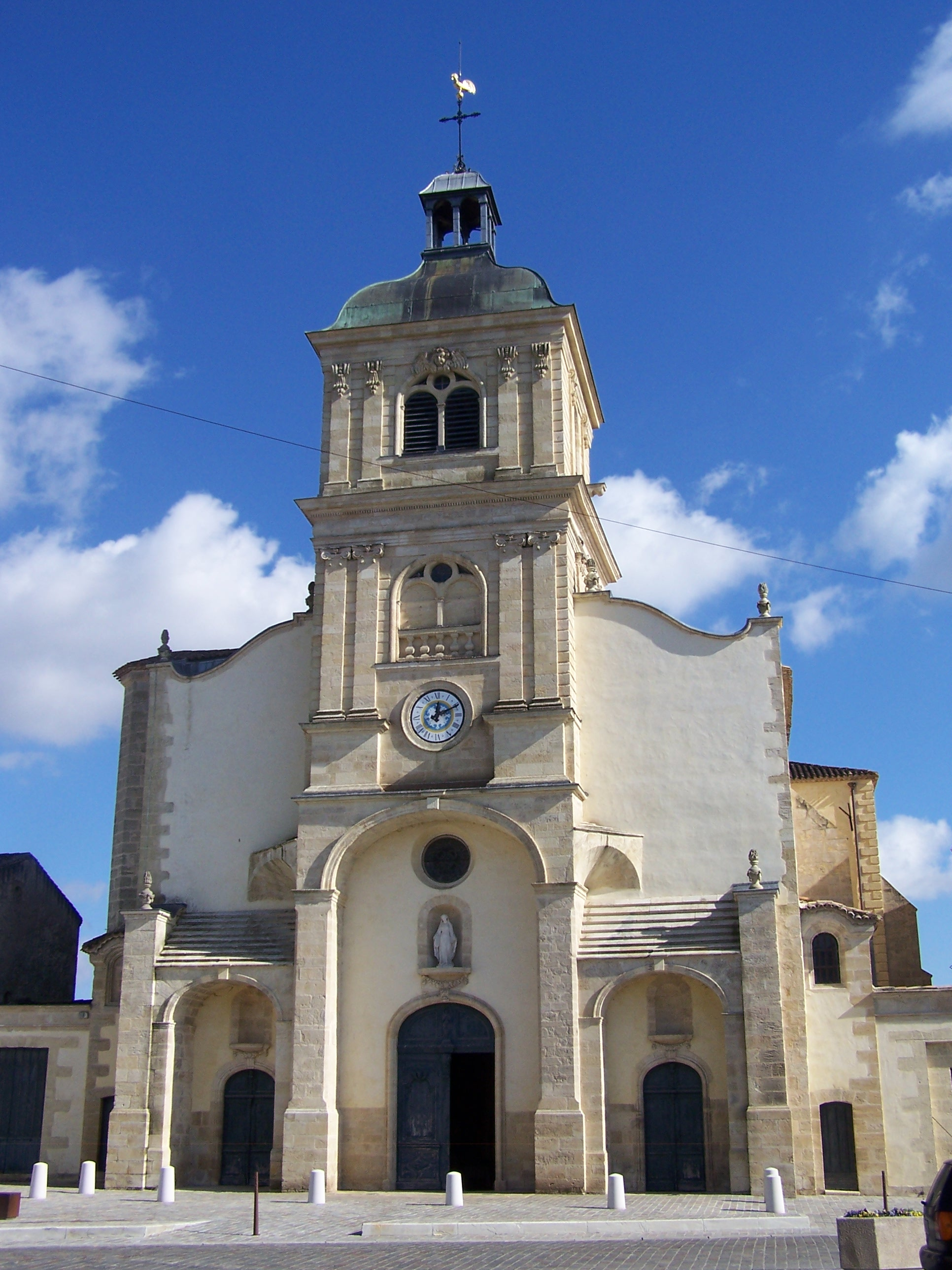
L'église Saint-Vincent (fév. 2010).
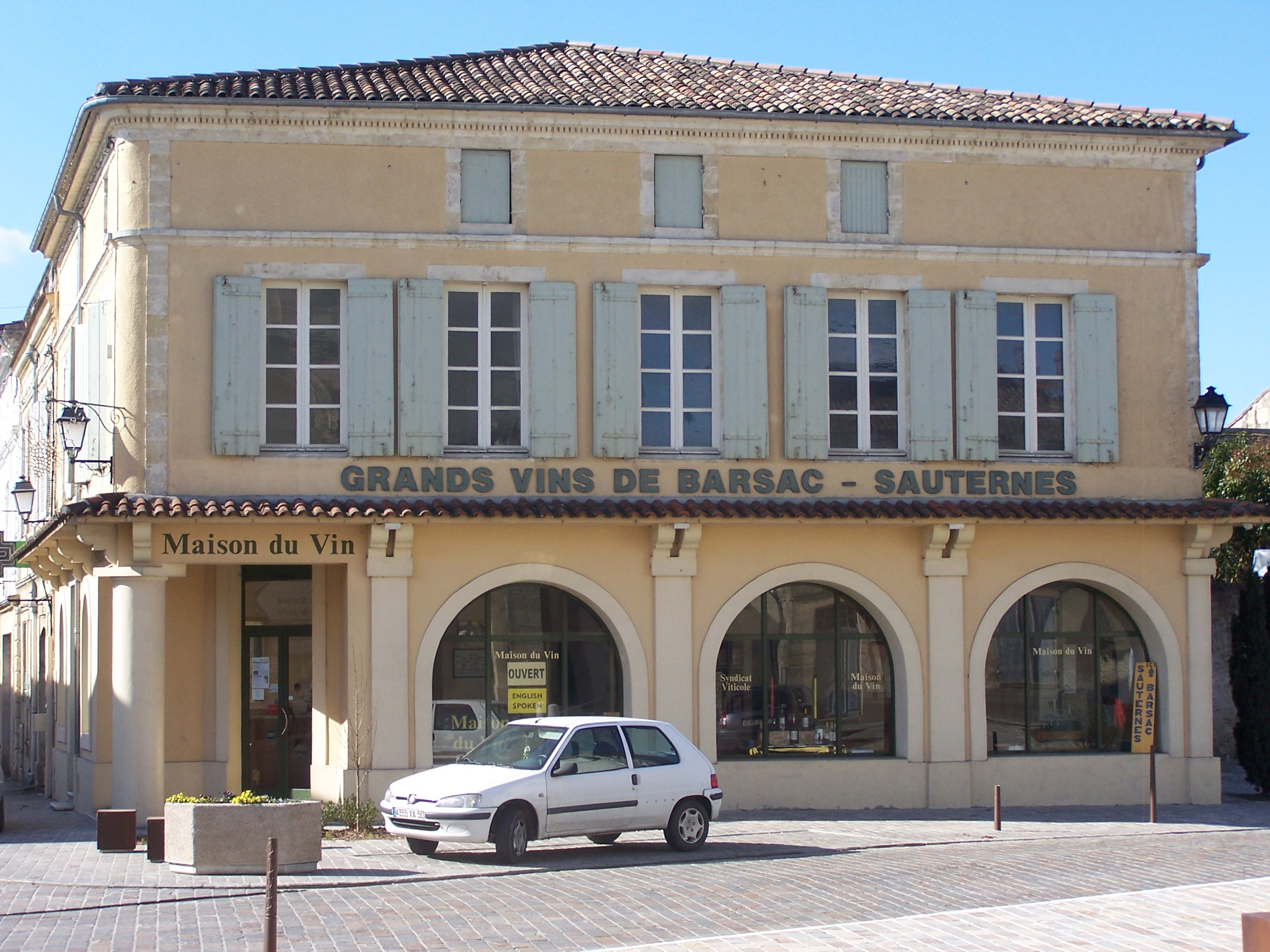
La maison des vins de Sauternes-Barsac (fév. 2010).
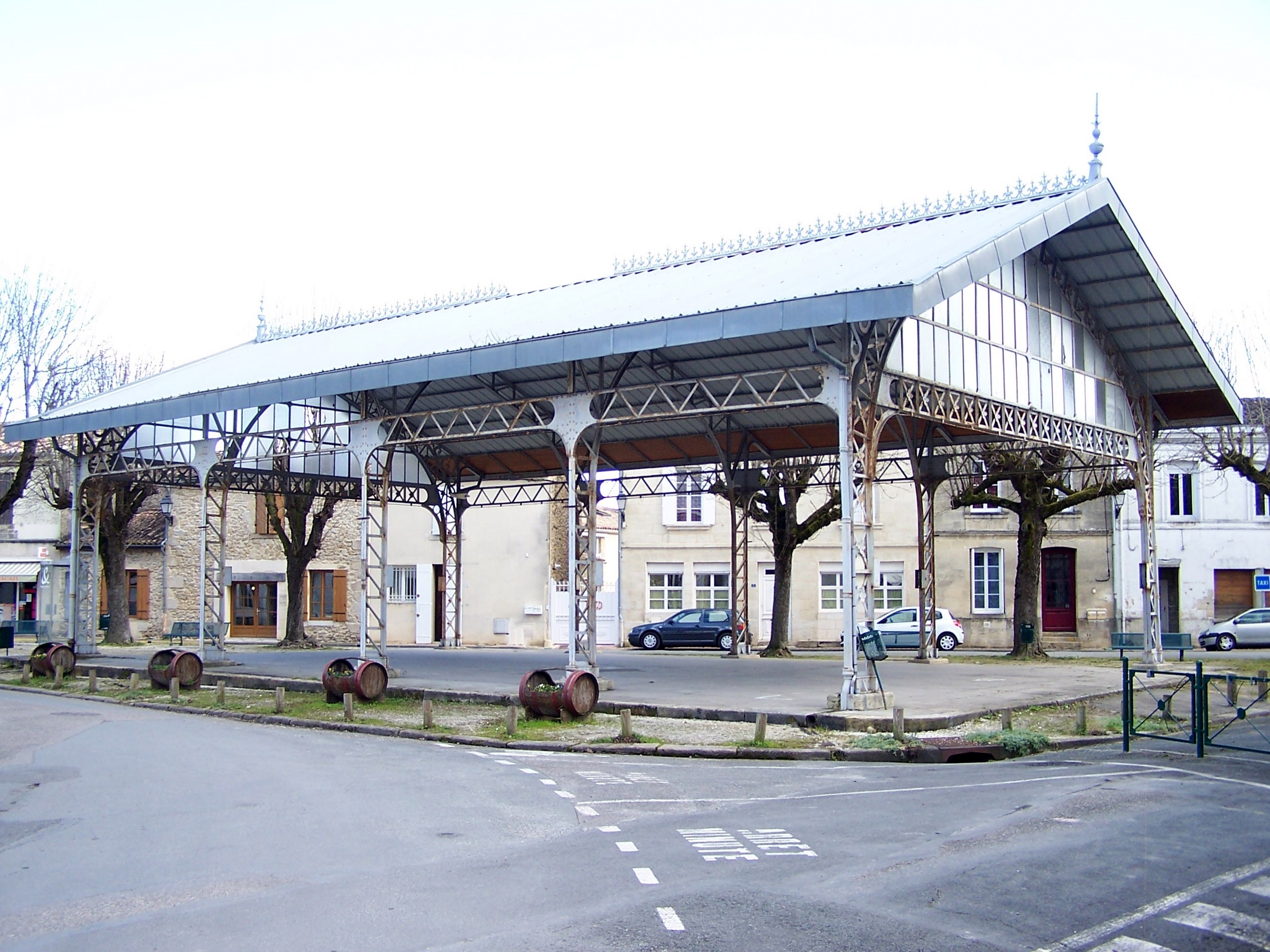
La halle en face de la mairie (fév. 2010).
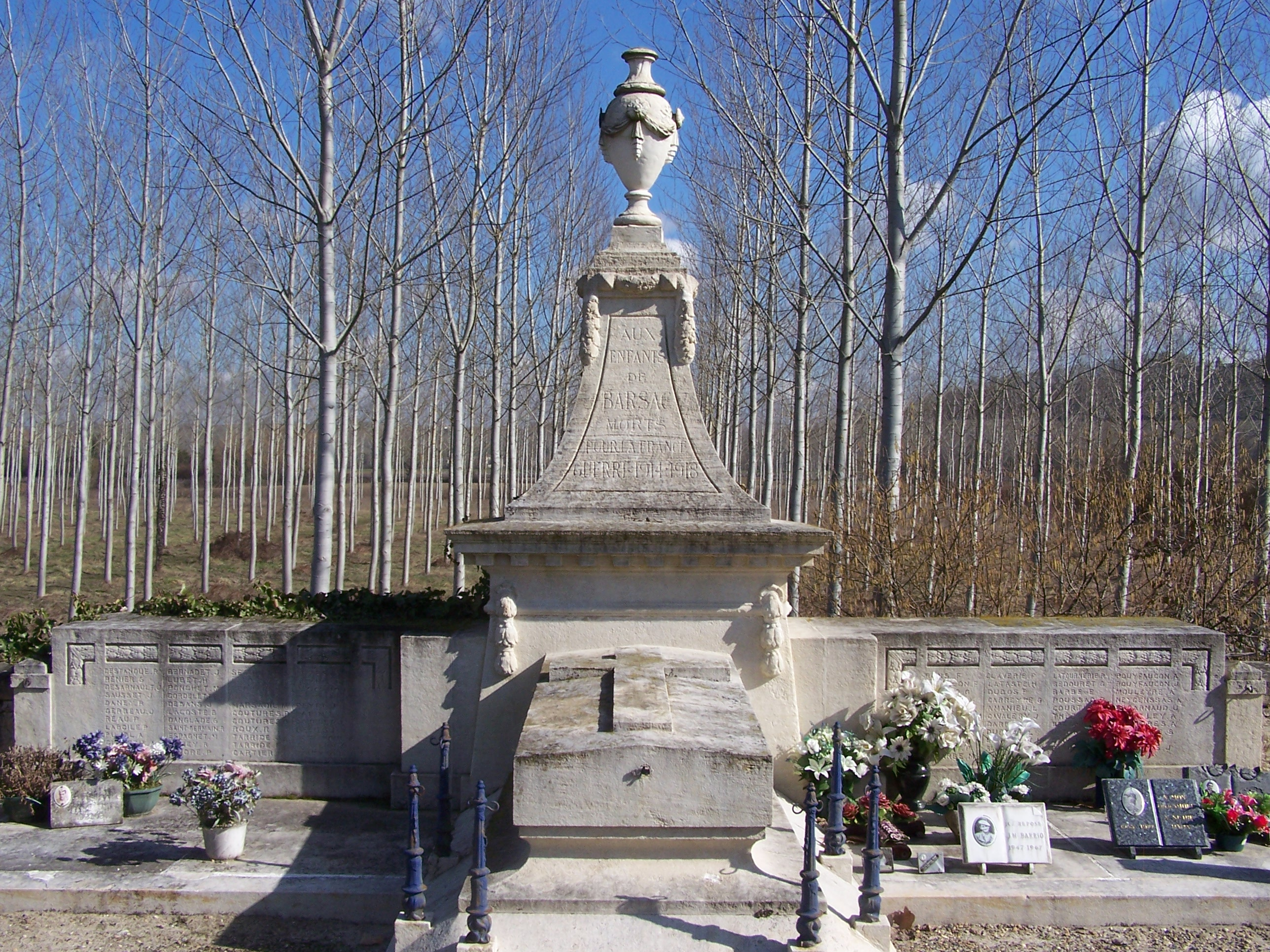
Le monument aux morts du cimetière (fév. 2010).
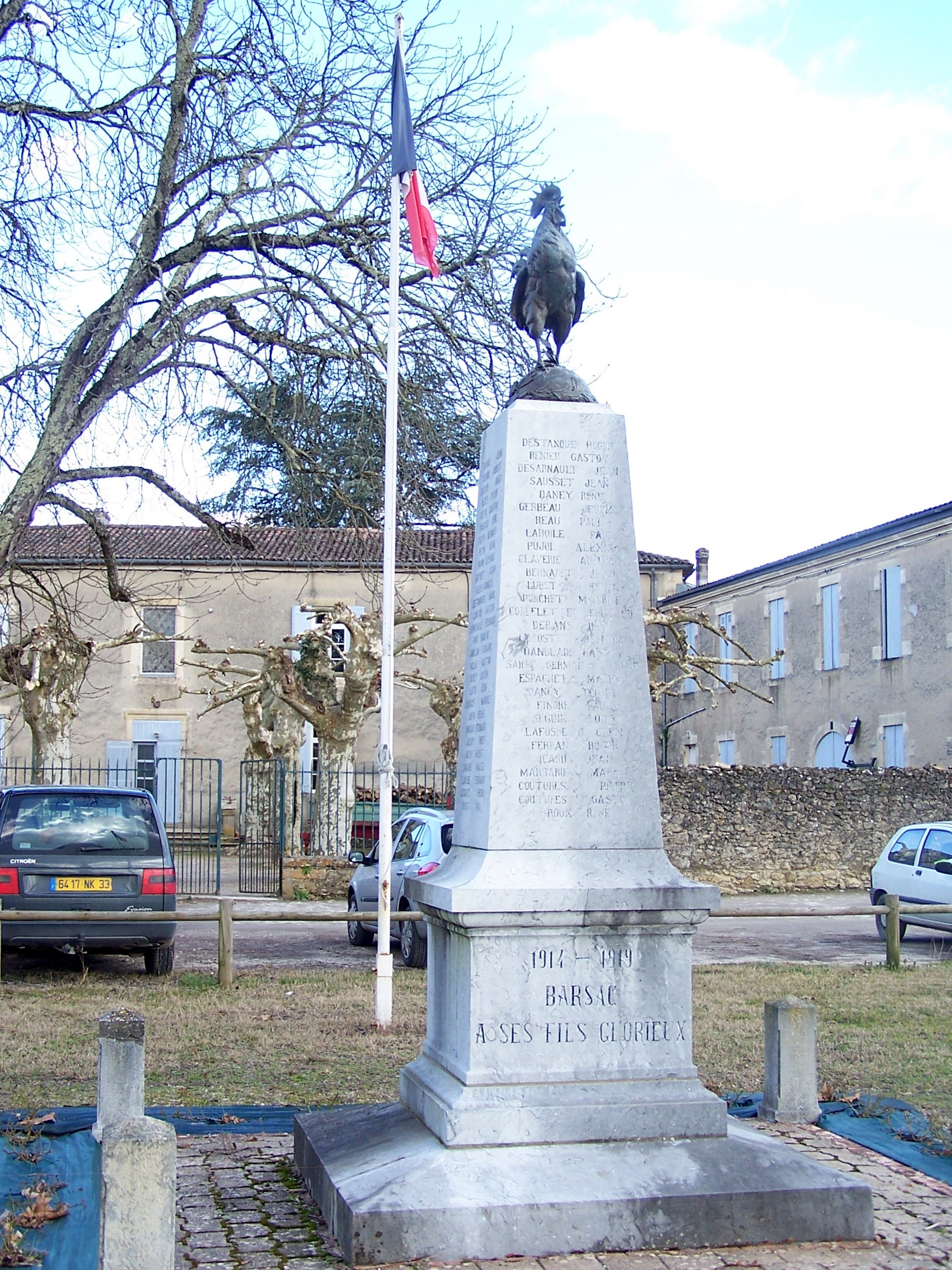
Le monument aux morts sur la place derrière la mairie (fév. 2010).

## Personnalités liées à la commune
- Marie-Thérèse Charlotte de Lamourous (1754-1836), née à Barsac le 1er novembre 1754, directrice de la Miséricorde de Bordeaux au service de laquelle elle fonde la congrégation des Sœurs de la Miséricorde.
- Louis Garros (1833-1911), architecte.
- Louis Tauzin (1842-1915), peintre.
- Pierre Bouneau (1908-1995), sénateur des Landes.
- Paul Lapeyre (1910-1991), militant anarchiste retiré à Barsac à la fin de sa vie.
- Tony Frank né Christian Danglade, né à Barsac en août 1946, artiste de variétés avec son groupe de musiciens, a animé de nombreux galas dansants en France dans les années 1960 et 1970. Passionné par les arts du cirque et forains il collectionne tout ce qui se rapporte à ce thème qu'il expose dans divers lieux culturels, Photographe et chroniqueur dans des revues spécialisées, il œuvre à valoriser les arts du cirque par l'intermédiaire d'une association loi de 1901 le « Centre d'Enseignement et de Valorisation des Arts du Cirque » (CEVAC). En 1981, il est président fondateur de l'École de Cirque de Bordeaux[60].
- Victor de Bastard d'Estang est un militaire et homme politique français.

## Jumelages
Wöllstein (Allemagne) depuis 1966